# 鄧肯鎮區 (阿肯色州門羅縣)
鄧肯鎮區（英語：Duncan Township）是位於美國阿肯色州門羅縣的一個行政鎮區。

## 地方資料
鄧肯鎮區的面積為151.08平方千米，當中陸地面積為147.78平方千米，而水域面積為3.30平方千米。根據2010年美國人口普查的數據，當地共有人口801人，而人口密度為每平方千米5.3人。